# Prosopea pygmaella
Prosopea pygmaella är en tvåvingeart som först beskrevs av Mario Bezzi 1928.  Prosopea pygmaella ingår i släktet Prosopea och familjen parasitflugor.
Artens utbredningsområde är Fiji. Inga underarter finns listade i Catalogue of Life.